# Boris Spasskij
Boris Vasiljevitj Spasskij (hvis efternavn også ses gengivet Spasski) (Бори́с Васи́льевич Спа́сский), født 30. januar 1937, død 27. februar 2025) var en sovjetisk skakstormester og verdensmester fra 1969-1972. Spassky spillede om verdensmesterskabet ved tre lejligheder; han tabte til Tigran Petrosian i 1966; han besejrede Petrosian i 1969 og blev verdensmester, men tabte titlen til Bobby Fischer i 1972.
Spassky vandt sovjetmesterskabet i skak to gange (1961, 1973), og tabte to gange (1956, 1963), efter at have spillet remis om førstepladsen. Han var kandidat til verdenmesterskabsturneringen syv gange (1956, 1965, 1968, 1974, 1977, 1980 og 1985). Udover de to gange hvor han vandt kandidatturneringen i 1965 og 1968 nåede Spassky semifinalen 1974 og finalen i 1977.
Spassky emigrerede til Frankrig i 1976 og blev fransk statsborger i 1978. Han fortsatte med at deltage i turneringer, men var ikke længere en stærk nok udfordrer til verdenmestertitlen. Spassky tabte en uofficiel kamp mod Fischer i 1992. I 2012 forlod han Frankrig og vendte tilbage til Rusland.

## Biografi
Han blev født i Sankt Petersborg og lærte at spille skak i femårsalderen.
Som attenårig vandt han juniorverdensmesterskabet i en turnering herom, der fandt sted i Antwerpen i Belgien og blev udnævnt til stormester. 
Spasskij ansås som en spiller, der beherskede alle spillemåder uden at være specielt kendt som taktiker, forsvarsspiller etc. Denne "universelle stil" indbragte ham mange sejre over andre førende stormestre. For eksempel lykkedes det ham i finalematchen i kandidatturneringen (i Tbilisi, 1965 – om retten til møde verdensmesteren i en kamp om verdensmesterskabet) mod den legendariske taktiker Mikhail Tal at styre spillet ind i rolige stillinger, hvor Tal's taktiske styrke ikke kunne udfolde sig. Hans gevinst i denne match førte til hans første match om verdensmesterskabet mod Tigran Petrosjan i 1966. Spasskij tabte matchen med 3 gevinster mod Petrosjans 4, mens 17 partier blev remis. I de følgende to år fortsatte Spasskij sit succesfulde spil og opnåede igen retten til at udfordre Petrosian. Hans fleksible stil, hvor han tilpassede sit spil til Petrosjans defensive spillemåde, var nøglen til hans sejr over Petrosjan, hvor han vandt verdensmesterskabet med to points forspring i VM-matchen i 1969.
Spasskijs regeringstid som verdensmester varede kun tre år, idet han tabte til Bobby Fischer fra USA i VM-matchen i skak 1972, den såkaldte århundredets match. Opgøret fandt sted i Reykjavík på Island, mens den kolde krig var på sit højeste, og blev derfor et symbol på den politiske konfrontation mellem de to supermagter. Fischer vandt som nævnt, og Spasskij vendte tilbage til USSR i unåde. Han fortsatte med at spille og vandt adskillige mesterskaber, hvorunder Skakmesterskabet for Sovjetunionen 1973. I kandidatturneringen 1974 tabte Spasskij i Leningrad til den energiske Anatolij Karpov +1 -4. Karpov havde ellers offentligt udtalt, at Spasskij var ham overlegen, men efter adskillige spil havde Karpov samlet tilstrækkeligt med points til at vinde matchen.
Spasskijs seneste år har vist en tilbageholdenhed med helt at hellige sig skak. Han har i stedet stillet sig tilfreds med at kunne basere sig på sit naturlige talent for spillet og undvige det hårde arbejde ved brættet. VM-matcherne i 1972 og kandidatturneringsmatcherne i 1974 mod Karpov var hans sidste højdepunkter. Viktor Kortsjnoj overgik ham herefter også i spillestyrke. Fra 1976 har Spasskij været bosat i Frankrig med sin tredje hustru, og han blev fransk statsborger i 1978.
I 1992 dukkede Fischer op igen efter tyve års fravær fra skak og arrangerede århundredets revanchematch mod Spasskij i Montenegro og Belgrad — en revanchematch for VM-matchen i 1972. På dette tidspunkt var Spasskij nummer 106 på FIDEs rangliste, mens Fischer på grund af sit lange fravær slet ikke var på listen. Matchen var nok Spasskijs sidste store udfordring, og han tabte den med resultatet +5 -10 =15 – dog efter tidligt at være kommet foran, hvorefter der var tegn på at Fischer ville udvandre og de begge ville gå glip af et anseeligt pengebeløb. Spasskij tabte lynhurtigt to partier i træk ved dårligt spil og senere matchen.

## Bemærkelsesværdige partier
- Boris Spasskij mod Tigran Vartanovitj Petrosjan, 19. parti i VM-matchen 1969. Siciliansk (Najdorf-varianten—B94), 1-0 Aggressiv spillestil og strålende kombinationer – Spasskij når han er bedst.
- Bent Larsen mod Boris Spasskij, Beograd 1970 (fra matchen USSR mod resten af verden). Nimzoindisk [Larsen angreb: Moderne variation—A01), 0-1 Endnu et smukt og kort parti med gevinst over en fremtrædende stormester.
- Boris Spasskij mod Robert James Fischer, VM-matchen i Reykjavik 1972, Siciliansk [Najdorf-varianten—B97), 1-0 Et bevis til Fischer om, at bonde b2 virkelig er forgiftet.